# Kisterenye vasútállomás
Kisterenye vasútállomás egy Nógrád vármegyei vasútállomás Bátonyterenye településen, a MÁV üzemeltetésében. A névadó Kisterenye (egykor önálló település, ma városrész) központja közelében, attól kissé északra helyezkedik el, közúti megközelítését a 23-as főútból, annak a 600-as méterszelvénye közelében észak felé kiágazó 23 301-es számú mellékút biztosítja.

## Vasútvonalak
Az állomást az alábbi vasútvonalak érintik:
- Hatvan–Somoskőújfalu-vasútvonal
- Kisterenye–Kál-Kápolna-vasútvonal

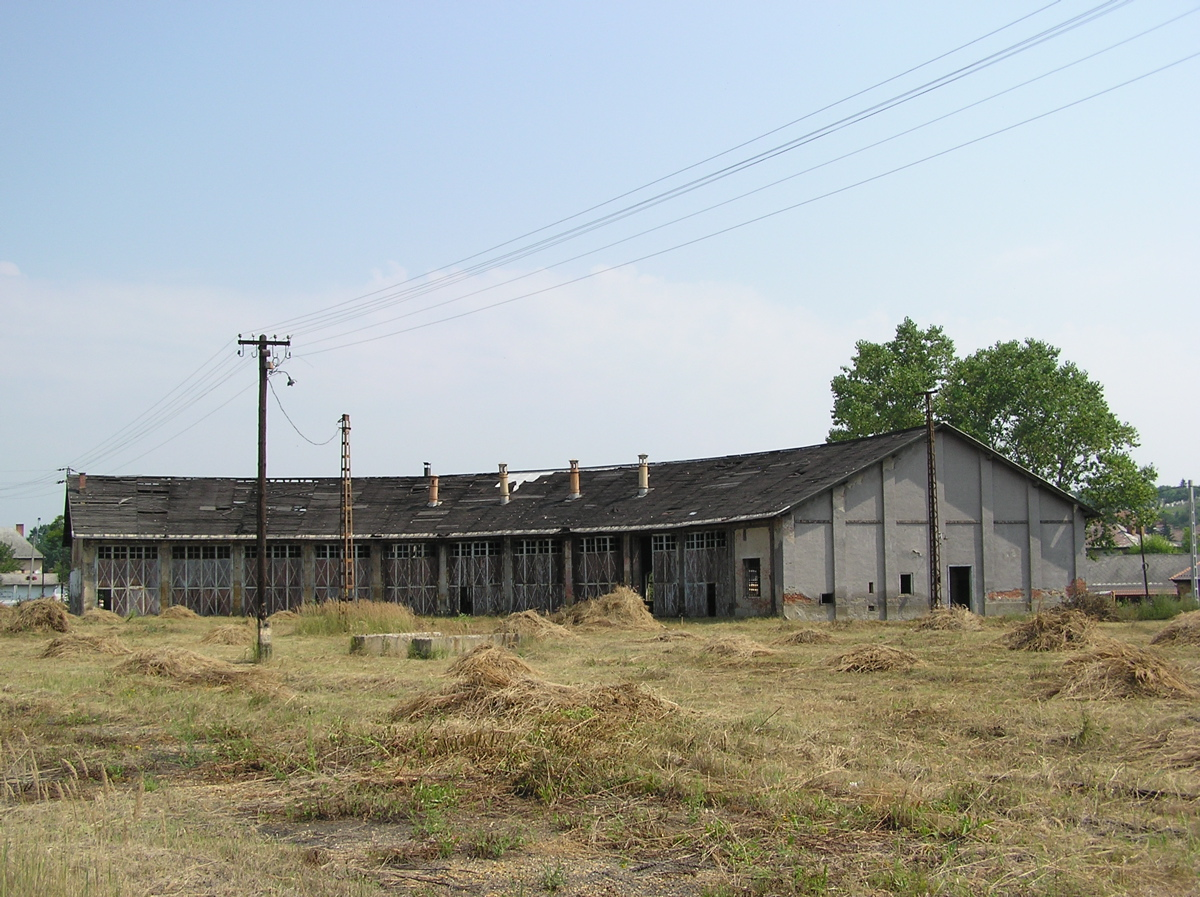
A kisterenyei körfűtőház, 2006-ban

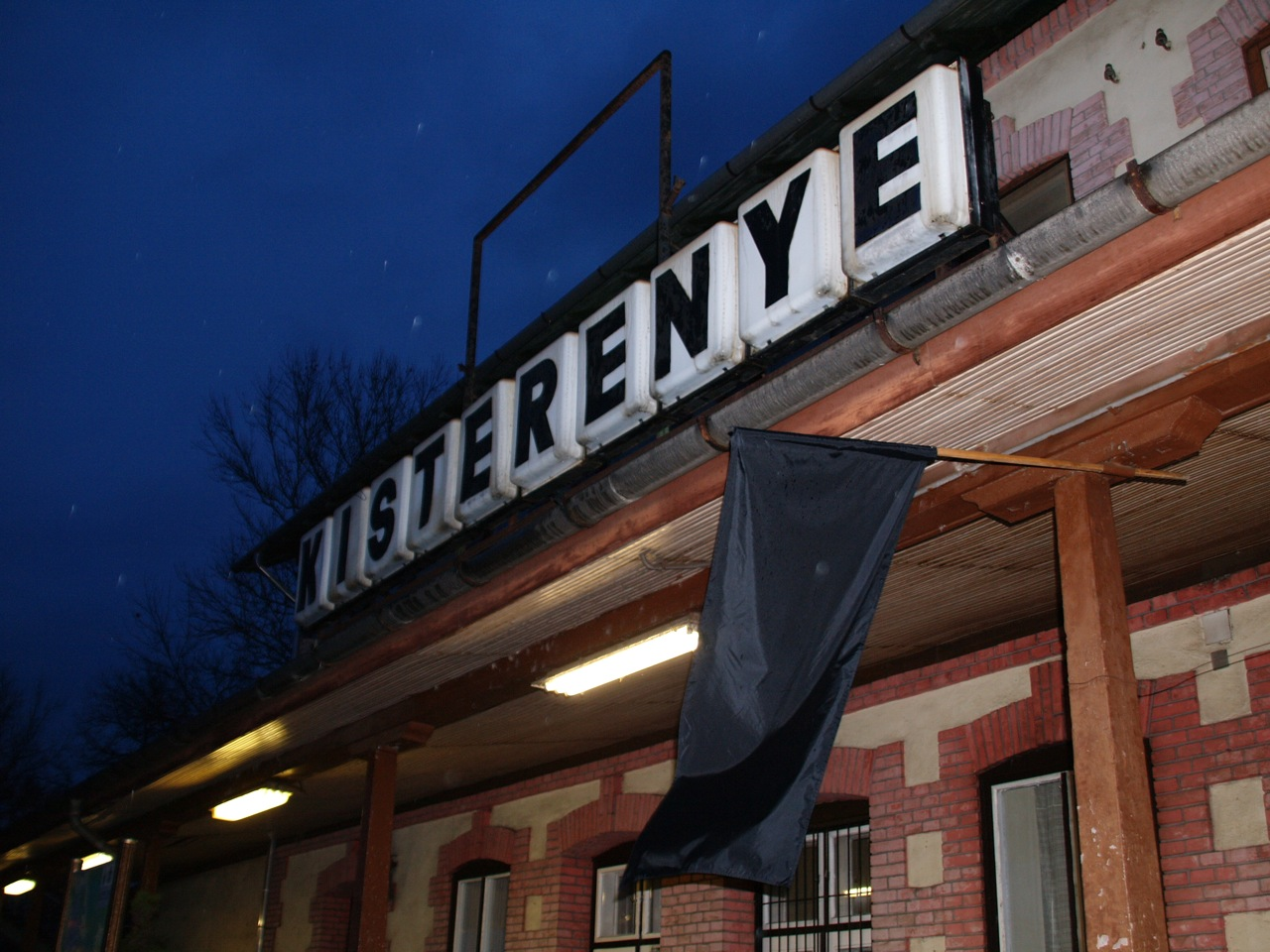
Gyászolt a településrész állomása, miután megszűnt a személyforgalom a Kisterenye–Kál-Kápolna-vasútvonalon

Az állomáson a személyforgalom viszonylag nagy. Korábban 84-es számú Kisterenye–Kál-Kápolna-vasútvonal végállomása is volt, azonban itt 2007. március 4-től megszüntették a személyforgalmat. Egy iparvágány-szerű kisebb vonal kezdőpontja is itt volt, amely Kazárig vezetett, de később már csak Rákóczibányáig volt rajta teherforgalom, a Kazárra vezető szakaszon a pályát felszedték.
A vasútállomáson egyelőre régi karos jelzők találhatók, melyek sajátos hangulatot kínálnak, és remekül illenek a régies, elegáns verandás állomás épülethez. Az állomás látványosságai közé tartozott a látványos méretű romos régi víztorony és az egykori körfűtőház, amelyet a gőzmozdony-korszakban használtak. Az 1995-ben bezárt körfűtőház megmentése érdekében a 2000-es évtizedben helyi szintű szerveződés indult, ám ez eredménytelen maradt, mivel az épületet a MÁV 2008. december 12-én éjjel, egy nappal a 100 éves korának elérése és ezzel a műemléki védelem automatikus elnyerése előtt leromboltatta. Az épület előtt kiállítottak egy hajtányt és egy sínkerékpárt. Egy gyalogos felüljáró is található az állomáson, de kerítés hiánya miatt csak a nézelődők és a vasútfotósok használják, az utasok jellemzően a vágányokon át gyalogolnak.

## Kapcsolódó állomások
A vasútállomáshoz az alábbi állomások vannak a legközelebb:
- Kisterenye-Bányatelep megállóhely (Hatvan–Somoskőújfalu-vasútvonal)
- Nagybátony vasútállomás (Hatvan–Somoskőújfalu-vasútvonal)
- Nemti megállóhely (Kál-Kápolna vasútállomás, Kisterenye–Kál-Kápolna-vasútvonal)

## Helyi tömegközlekedés
Az állomást az alábbi helyi buszjáratok érintik:
- 3-as busz
- 11-es busz
- 11A busz

## Forgalom
| Járat        | Útvonal | Gyakoriság   |
| ------------ | --- | ------------ |
| személyvonat | Hatvan – Mátravidéki Erőmű – Lőrinci – Selyp – Apc-Zagyvaszántó – Jobbágyi – Szurdokpüspöki – Pásztó – Mátraszőlős-Hasznos – Tar – Mátraverebély – Nagybátony – Kisterenye – Kisterenye-Bányatelep – Zagyvapálfalva – Salgótarján külső – Salgótarján – Somoskőújfalu | 1-2 óránként |